# Hassel Sound
Der Hassel Sound ist eine natürliche Wasserstraße in der Region Qikiqtaaluk, Nunavut, Kanada. Er trennt die Insel Ellef Ringnes Island im Westen von der Insel Amund Ringnes Island im Osten.